# 吉山川
吉山川（よしやまがわ）は、太田川水系の支流で広島県広島市を流れる河川。

## 地理
広島県広島市安佐南区沼田町吉山を源流とする川。安佐北区安佐町へと流れ、その後太田川と合流する。

### 流域の自治体
広島県
広島市安佐南区、安佐北区

## 河川施設
- 吉山川ダム - 中国電力太田川発電所へ水を送水している。

## 並行する交通

### 道路
- 広島県道77号久地伏谷線（沼田町吉山から安佐町くすの木台まで）
- 広島県道38号広島豊平線（安佐町くすの木台から安佐町久地まで）